# Марко Чакаревић
Марко Чакаревић (Београд, 13. мај 1988) је српски кошаркаш. Игра на позицији крила, а тренутно наступа за 3х3 Партизан.

## Клупска каријера
Чакаревић је кошарку почео да тренира у Колеџ баскету, а касније је прешао у Житко баскет. Током 2006. године је потписао за француски Асвел. У овом клубу је и почео своју професионалну каријеру. Током прве сезоне углавном је играо за млади тим, а за први тим је одиграо свега две утакмице, да би у другој сезони добио већу минутажу али без значајнијег учинка.
У јануару 2009. одлази у македонски Пелистер, али ту остаје само до марта када потписује за Свислајон Таково. Након што се тим из Вршца преселио у Крагујевац он постаје члан Радничког. У екипи Радничког је провео наредне две године, а посебно је био добар у другој сезони када је био један од водећих играча тима уз Мајкла Лија.
У јулу 2011. је потписао трогодишњи уговор са Партизаном. Са Партизаном је освојио Јадранску лигу у сезони 2012/13, две титуле првака Србије (2012, 2013) и један национални куп (2012). У августу 2013. раскинуо је уговор са црно-белима и постао слободан играч.
У новембру 2013. је потписао уговор са Металцем за сезону 2013/14. Првог дана августа 2014. године Чакаревић је постао члан Игокее из Александровца. У Игокеи је провео наредне две сезоне у којима по два пута осваја Првенство и Куп Босне и Херцеговине.
Током лета 2016. је потписао за Темишвар, али је овај клуб напустио у децембру исте године. Почетком фебруара 2017. вратио се у Србију и потписао за Динамик. Наступајући за Динамик, Чакаревић је био најкориснији играч, најбољи стрелац и најбољи крадљивац лопти у Суперлиги Србије 2017. године. За сезону 2017/18. се вратио у Партизан. Током свог другог мандата у Партизану, освојио је Куп Радивоја Кораћа 2018. године победом у финалу над Црвеном звездом у Нишу 81:75.

## Репрезентација
Са репрезентацијом Србије до 19 година освојио је Светско првенство 2007. Са тимом до 20 година освојио је Европско првенство 2008.

## Успеси

### Клупски
- Асвел :
  - Куп Француске (1): 2008.
- Партизан :
  - Првенство Србије (2): 2011/12, 2012/13.
  - Јадранска лига (1): 2012/13.
  - Куп Радивоја Кораћа (2): 2012, 2018.
- Игокеа:
  - Првенство Босне и Херцеговине (2): 2014/15, 2015/16.
  - Куп Босне и Херцеговине (2): 2015, 2016.

### Репрезентативни
- Светско првенство до 19 година:  2007.
- Европско првенство до 20 година:  2008.